# Казете (Пистоја)
Казете је насеље у Италији у округу Пистоја, региону Тоскана.
Према процени из 2011. у насељу је живело 18 становника. Насеље се налази на надморској висини од 44 м.